# Peter Aykroyd
Peter Jonathan Aykroyd (Ottawa, 19 de noviembre de 1955 - Spokane, 20 de noviembre de 2021) fue un actor, comediante y escritor canadiense radicado en Estados Unidos. Trabajó durante años como miembro del elenco y escritor de Saturday Night Live.

## Biografía
Nació en Ottawa, siendo hijo de Lorraine y (Samuel Cuthbert) Peter Hugh Aykroyd. Es hermano menor del actor y comediante Dan Aykroyd. Junto con su hermano mayor estaba en la compañía de comedia The Second City en Toronto. Los dos también estuvieron en Saturday Night Live. Fue miembro del elenco y escritor en la quinta temporada, 1979–80.
Él y Dan Aykroyd escribieron la película Nothing but Trouble a principios de la década de 1990; Peter escribió la historia y Dan escribió el guion. En 1996, Peter Aykroyd cocreó el programa de ciencia ficción canadiense Psi Factor con Christopher Chacon y Peter Ventrella; el programa fue presentado por su hermano Dan y produjo 88 episodios.
En 1997, Peter Aykroyd y Jim Belushi proporcionaron las voces de Elwood Blues y Jake Blues para la caricatura The Blues Brothers: Animated Series, interpretando los papeles que sus respectivos hermanos Dan y John hicieron famosos. Peter Aykroyd apareció en películas como Spies Like Us, Dragnet, Nothing but Trouble y Coneheads.
El 20 de noviembre de 2021, un día después de su cumpleaños 66, se anunció al final de Saturday Night Live que Aykroyd había fallecido. Su muerte fue por septicemia debido a una hernia abdominal no tratada, según su hermano Dan.

## Filmografía

### Cine
| Año  | Título                  | Papel                   | Notas                                                                           |
| ---- | ----------------------- | ----------------------- | ------------------------------------------------------------------------------- |
| 1979 | Java Junkie             | Joe                     |                                                                                 |
| 1981 | Gas                     | Ed Marshal              |                                                                                 |
| 1983 | Doctor Detroit          | Mr. Frankman            |                                                                                 |
| 1983 | The Funny Farm          | Stephen Croft           |                                                                                 |
| 1984 | Nothing Lasts Forever   | Músico                  |                                                                                 |
| 1985 | Spies Like Us           | Sin acreditar           |                                                                                 |
| 1987 | Dragnet                 | Policía falso #2        |                                                                                 |
| 1991 | Nothing but Trouble     | Mike el portero         | También escritor Nominado al premio Razzie 1992 al peor guion (con Dan Aykroyd) |
| 1993 | Coneheads               | Gran maestro Mentot     |                                                                                 |
| 1995 | Kids of the Round Table | Sr. Cole, padre de Alex |                                                                                 |

### Televisión
| Año       | Título                                   | Papel           | Notas |
| --------- | ---------------------------------------- | --------------- | --- |
| 1978      | Second City TV                           | Patrón de salón | 1 episodio |
| 1979-1980 | Saturday Night Live                      | Varios          | 16 episodios, también escritor Nominado al premio Emmy en 1980 por Mejor Escritura en un Programa de Variedades o Música |
| 1985      | From Here to Maternity                   | Jacobo          | Película de televisión                                                                                                   |
| 1986      | Leo & Liz in Beverly Hills               | Bunky           | 2 episodios |
| 1996-2000 | Psi Factor: Chronicles of the Paranormal |                 | Escritor, creador, productor ejecutivo                                                                                   |
| 1999      | Justice                                  | George Norton   | Película de televisión                                                                                                   |